# Carex caeligena
Carex caeligena är en halvgräsart som beskrevs av Anton Albert Reznicek. Carex caeligena ingår i släktet starrar, och familjen halvgräs. Inga underarter finns listade i Catalogue of Life.